# Potamolepis leubnitziae
Potamolepis leubnitziae är en svampdjursart som beskrevs av Marshall 1883. Potamolepis leubnitziae ingår i släktet Potamolepis och familjen Potamolepiidae.
Artens utbredningsområde är havet utanför Kongo-Brazzaville och Kongo-Kinshasa. Inga underarter finns listade i Catalogue of Life.